# Eduard Paul Tratz
Eduard Paul Tratz (* 25. September 1888 in Salzburg als Paul Eduard Tratz; † 5. Jänner 1977 ebenda) war ein österreichischer Zoologe und SS-Obersturmbannführer.

## Leben

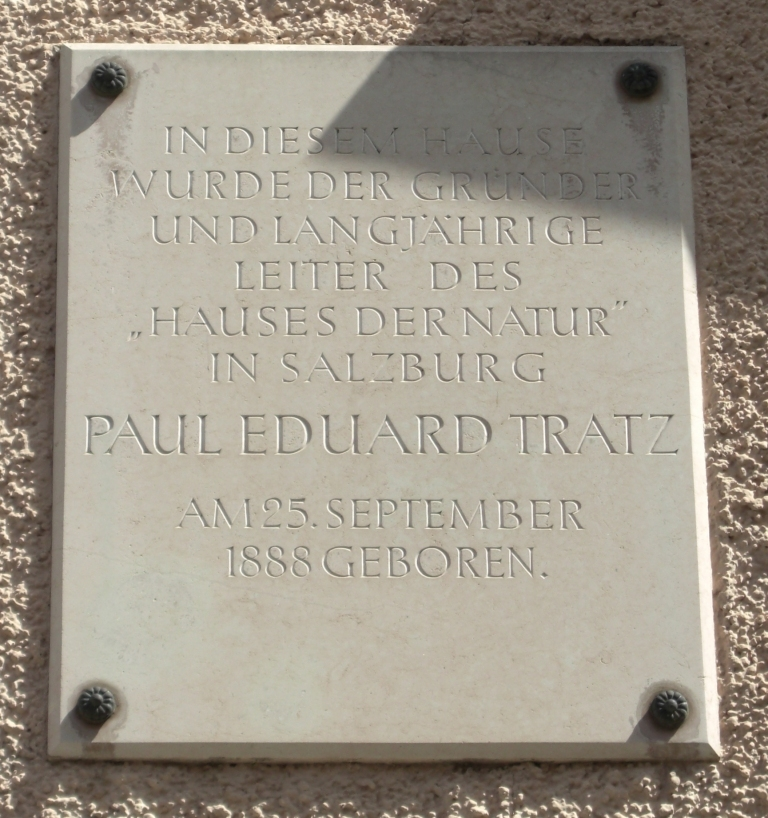
Erinnerung an Eduard Paul Tratz in Salzburg, Bergstraße 10

Paul Eduard Tratz entstammt einer Salzburger Bürgerfamilie. Er studierte zunächst sechs Semester lang am Zoologischen Institut der Universität Innsbruck, ohne das Studium abzuschließen. Anschließend volontierte er an verschiedenen europäischen Museen, so auch 1910 in Sarajevo und 1911 in Berlin. 1912 wurde er Assistent an der Vogelwarte Helgoland. Er ist Gründer des Österreichischen Ornithologischen Instituts Hellbrunn (1914) und des Museums Haus der Natur in Salzburg (1924), dessen Direktor er fortan war.
Tratz hat einige hundert naturwissenschaftliche Arbeiten auf dem Gebiet der Zoologie veröffentlicht. Er lehrte an der Universität Innsbruck.

## Zeit des Nationalsozialismus
Am 12. Mai 1938 beantragte Tratz die Aufnahme in die NSDAP und wurde rückwirkend zum 1. Mai desselben Jahres aufgenommen (Mitgliedsnummer 6.346.820). Er trat zum 21. Dezember 1938 in die SS ein (SS-Nummer 323.796) und stieg bis 1941 zum SS-Obersturmbannführer auf. Als verdientem Mitglied verlieh ihm Heinrich Himmler den SS-Totenkopfring. Gerüchte, Tratz habe auch den Blutorden der NSDAP getragen, d. h. während der „Kampfzeit“ Verletzungen oder Repressalien erlitten, werden durch seine Personalakte des Bundesarchives nicht bestätigt. Das Haus der Natur wurde damals zur Abteilung „Forschungsstätte für darstellende und angewandte Naturkunde Haus der Natur“ in der „Forschungsgemeinschaft Deutsches Ahnenerbe e. V.“, die auf Himmlers Betreiben im Jahre 1935 gegründet wurde, um „Raum, Geist und Tat des nordischen Indogermanentums zu erforschen, die Forschungsergebnisse lebendig zu gestalten und dem deutschen Volke zu vermitteln; jeden Volksgenossen aufzurufen, hierbei mitzuwirken“, wie die Vereinssatzung vorschrieb.
 Das Ahnenerbe betrieb politisch gesteuerte Pseudowissenschaft, wodurch sich namhafte Wissenschafter der Zeit, wie die Germanisten Joseph Otto Plassmann, Eberhard Kranzmayer, Richard Wolfram, Otto Höfler, der Rektor der Universität München Walther Wüst oder der Historiker Herbert Jankuhn, kompromittierten.
In viele „naturwissenschaftliche“ Aktivitäten des Ahnenerbes, aber auch Tagungen, wurde Tratz immer wieder von Ahnenerbe-Reichsgeschäftsführer Wolfram Sievers eingebunden. Hierzu gehörten die Forschungsstätte für Pflanzengenetik unter Heinz Brücher oder das Entomologische Institut des Instituts für wehrwissenschaftliche Zweckforschung des Ahnenerbes unter dem Entomologen und nach dem Krieg als Naturphilosophen tätigen Eduard May. Ab 1942 gehörte Tratz dem Beirat des Entomologischen Instituts des Ahnenerbes im KZ Dachau an. Tratz ist Autor des Büchleins Natur ist alles, das 1943 im Verlag der Ahnenerbe-Stiftung herausgegeben und auf Befehl Himmlers an sämtliche SS-Führer verteilt wurde.
Tratz machte während der NS-Zeit folgende Aussage im Sinn des Sozialdarwinismus: „In freier Natur werden solche Krüppel und Missgeburten rücksichtslos ausgemerzt – auch viele ursprüngliche Völkerstämme halten an dieser natürlichen Auslese fest. […] Doch kann ein Volk an Körper und Seele nur dann gesund und kräftig bleiben, wenn es sich auch diesem Naturgesetz wenigstens in bedingtem Maße über Gefühlsregungen hinweg unterstellt.“
Nach dem Ende des Dritten Reichs wurde Tratz im Zuge der Entnazifizierung der Leitung des Museums enthoben und war vom 30. Juni 1945 bis 12. August 1947 in den Lagern Glasenbach, Moosburg und Pupping interniert. Nach seiner Entlassung erwirkte er durch Unterstützung österreichischer Politiker fast aller Parteien erfolgreich seine Rehabilitation und konnte beinahe nahtlos an seine 1945 unterbrochene Karriere anschließen. Bereits am 1. Juni 1949 erhielt er die Leitung des Hauses der Natur in Salzburg zurück.
Anlässlich des 80. Geburtstages seines Präsidenten im Jahr 1969 stiftete der Naturschutzbund Österreich die Eduard-Paul-Tratz-Medaille an verdiente Personen für Leistungen im Naturschutz in den Ausprägungen Gold, Silber und Bronze.

## Ehrungen
- Wegen seiner grundlegenden Forschungen auf dem Gebiet der Vogelkunde wurde ihm 1923 von der Universität Innsbruck die Ehrendoktorwürde verliehen.
- Die Republik Österreich verlieh ihm 1935 zum zehnjährigen Bestehen des Hauses der Natur den Professorentitel.
- 1958 Ring des Landes Salzburg (2016 aberkannt)
- 1963 wurde er zum Ehrenbürger der Stadt ernannt. Im Amtsbericht vom 4. Dezember 2014 forderte der Salzburger Bürgermeister Heinz Schaden (SPÖ) die posthume Aberkennung der Ehrenbürgerschaft wegen der NS-Vergangenheit von Tratz. Bereits 2007 hatten die Grünen diesen Schritt gefordert, damals wurde allerdings argumentiert, dass die Ehrenbürgerschaft ohnehin mit dem Tod erlischt.[11][12]
- Von der Universität Salzburg wurde ihm am 20. Juni 1973 das Ehrendoktorat verliehen, welches mit Beschluss des Universitätssenats vom 14. Oktober 2014 widerrufen wurde.[13][14]

## Veröffentlichungen (Auswahl)
- Versuch einer Bearbeitung des Herbstzuges der Waldschnepfe auf Helgoland nach historischem und modernem Material, Neudamm 1913 (64 S.).
- Alpenländisches Vogelmerkbüchlein, Salzburg 1919 (43 S.).
- Vom Leben der Beschwingten, Leipzig 1923 (233 S.).
- Alpenvögel – Ein Handbuch zur Auffindung und Beobachtung der Vögel in den österreichischen Alpenländern, Salzburg 1930 (51 S.).
- Vom Auto aus – Beobachtungen und Betrachtungen, 1931 (236 S.).
- Alpenwild in Vergangenheit und Gegenwart, Salzburg 1934 (91 S.).
- Natur ist alles. Ein Buch zum Lesen, Anschauen und Nachdenken, Berlin 1943 (123 S.).
- Tiere der Berge, Seebruck am Chiemsee 1953 (203 S.).
- KWA HERI! Ostafrikanische Safari; Salzburg 1966 (188 S.).
- Das große Ostalpenbuch, Wien/München 1969.
- 45 Jahre Haus der Natur, 1969.
- Die Zukunftsaufgabe der naturhistorischen Museen, 1970.